# Aphelandra seibertii
Aphelandra seibertii är en akantusväxtart som beskrevs av Emery Clarence Leonard. Aphelandra seibertii ingår i släktet Aphelandra och familjen akantusväxter. Inga underarter finns listade i Catalogue of Life.